# Вилонов, Никифор Ефремович
Ники́фор Ефре́мович Вило́нов (партийная кличка — Михаил Заводской; 9 (21) февраля 1883, Моршанск, Тамбовская губерния — 18 апреля (1 мая) 1910, Давос, Швейцария) — русский рабочий-революционер, большевик, философ.

## Биография
Родился в семье столяра.
Окончил железнодорожное техническое училище в Калуге. В 1901 году работал помощником машиниста, затем в Калужских железнодорожных мастерских.
В 1902 примкнул к социал-демократическому кружку в Калуге, затем отправился в Киев, где вступил в ряды РСДРП и вёл пропаганду, работая в мастерских Юго-Западной железной дороги. Дважды был арестован, а в 1903 выслан в Екатеринослав. Здесь он входит в состав комитета, выступает в качестве оратора во время всеобщей стачки. Будучи «искровцем», вел борьбу против «рабочедельцев» («экономистов»). Снова арестован и выслан в Енисейскую губернию на 2 года. Летом 1904 Вилонов бежал из ссылки, вплавь переправившись через Енисей. С этого времени он перешёл на положение нелегального работника.
Вилонов стал организатором Казанского комитет РСДРП, восстановив работу местной социал-демократической организации, а в декабре 1904 по поручению Восточного бюро ЦК партии перебрался на Урал в Екатеринбург, где организовал несколько типографий, чтобы поставить их в разных местах Урала. В январе 1905 его арестовали. Находясь в Николаевской тюрьме (Пермская губерния), Вилонов устроил подкоп и совершил побег, но неудачный, и был жестоко избит тюремщиками; после 17 октября его освободили. Вилонов направился в Самару, где в «дни свободы» (ноябрь — декабрь) играл крупную роль: был председателем местного Совета рабочих депутатов, выступал на митингах, организовал боевую дружину. В декабре 1905 ему пришлось бежать из Самары в Уфу.
В Уфе и Екатеринбурге он занялся организацией боевых дружин и произвёл экспроприацию шрифта в типографии. В марте 1906 его арестовали в Екатеринбурге на партийном собрании в лесу. Очутившись снова в заключении, Вилонов повёл борьбу с тюремной администрацией, подвергся репрессиям, в виде протеста пытался покончить с собой путём самосожжения. Тюремные надзиратели спасли его от смерти, но при этом жестоко избили, после чего он стал харкать кровью (у Вилонова начался туберкулёз). После перевода в другую тюрьму ему удалось бежать и уехать на работу в Москву. Он становится членом Московского комитета большевиков. После ряда арестов, ссылки, побега и возвращения на место ссылки (Чёрный Яр Астраханской губернии), в конце 1908 года Вилонов получил разрешение уехать за границу.
Поселившись на острове Капри (Италия), Вилонов сблизился с Максимом Горьким, А. А. Богдановым, А. В. Луначарским и др. «левыми» большевиками («отзовистами») и совместно с ними взялся за создание на Капри партийной школы. Он был её главным инициатором и организатором.
Летом 1909 Вилонов отправился в Россию, объехал центральный район, навербовал слушателей из рабочих и с ними вернулся за границу. В конце 1909 года у него произошёл разрыв с большинством преподавателей и слушателей школы, ставших на позицию борьбы с большевиками-ленинцами и организовавших группу «Вперёд». Вместе с пятью учениками школы он уехал в Париж к Ленину, разорвав с группой Богданова. После пленума ЦК (январь—февраль 1910) большевики наметили его кандидатом в ЦК.
За границей Вилонов начал работать над философской книгой, окончить которую помешала ему преждевременная смерть, последовавшая 1 мая нового стиля 1910 года в Давосе (Швейцария) от туберкулёза лёгких.

## Память
- Улицы имени Вилонова:
  - в Екатеринбурге
  - в Калуге
  - в Самаре
- В Калуге на здании проходной завода «Калугапутьмаш» есть памятная доска в честь Н. Вилонова.[1]